# Alain Estève
Pour les articles homonymes, voir Estève.

a Compétitions nationales et continentales officielles uniquement.

b Matchs officiels uniquement.
Alain Estève, né le 15 septembre 1946 à Castelnaudary (Aude) et mort le 7 novembre 2023 à Béziers (Hérault), est un joueur international français de rugby à XV qui joue principalement au poste de deuxième ligne mais également en troisième ligne centre et troisième ligne aile.
Il commence sa carrière au RC Narbonne en 1965, puis rejoint l'AS Béziers deux ans plus tard en 1967, avec qui il remporte huit fois le Championnat de France et trois fois le Challenge Yves du Manoir, avant de terminer sa carrière en 1982. En parallèle, il est international français de 1971 à 1975, obtenant vingt sélections.

## Biographie

### Jeunesse et formation
Alain Estève naît le 15 septembre 1946 à Castelnaudary, dans l'Aude, dans une famille très pauvre d'ouvriers agricoles. Il est le deuxième d'une fratrie de six. À l'âge de 9 ans, il est placé en maison de correction et en sort à 17 ans. Puis, il commence le rugby à XV en junior, dans le club de sa ville natale. Il dira plus tard que cela lui a « sauvé la vie ».
Fils d'ouvriers agricoles de Pexiora tout proche, Alain Estève devient ouvrier maçon, puis chauffeur municipal dans sa jeunesse. Un temps, il envisage de gérer un élevage de chevaux[réf. nécessaire].

### Carrière en club

#### Débuts à Narbonne (1965-1970)
Alors qu'il joue à Castelnaudary, Alain Estève est repéré par hasard dans un train par Walter Spanghero, notamment grâce à sa carrure (2,02 m pour environ 120 kg), qui le fait rejoindre le RC Narbonne. Le 28 novembre 1965, il fait ses débuts au plus haut niveau à l'occasion d'un match de Challenge Yves du Manoir contre Brive. Une semaine plus tard, il joue pour la première fois dans le Championnat de France contre le Paris UC. Quelques semaines plus tard, il affronte Toulon, où il impressionne notamment l'international français André Herrero.
Après des débuts prometteurs, il entre en conflit avec les frères Spanghero et est mis de côté par ses entraîneurs et son président Bernard Pech de la Clause qui préfèrent faire jouer Laurent, Jean-Marie et Claude Spanghero au poste de deuxième ligne.
Face à cette situation il rejoint l'AS Béziers en 1967. Juste avant son arrivée, il est sacré champion de France militaire. Sous les ordres de Raoul Barrière, il devient l'un des hommes de base de l'AS Béziers qui domine le rugby français des années 1970 et pouvait jouer en deuxième et troisième ligne,.

#### Domination du rugby français avec Béziers (1970-1982)
Quelques saisons après son arrivée dans l'Hérault, son équipe atteint la finale du Championnat de France en 1971 où elle affronte le RC Toulon, après avoir battu Agen en demi-finale. Durant cette rencontre au Parc Lescure de Bordeaux, Alain Estève est suspecté d'avoir blessé aux côtes au bout de trente-six minutes de jeu, André Herrero, l'un des meilleurs joueurs de l'équipe adverse, dans le but de les affaiblir. Les supporters toulonnais scandent alors « Estève assassin! » mais le coupable n'est jusqu'alors pas démasqué, faisant ainsi de ce match l'un des plus mémorables du championnat de France,. Finalement, après prolongation Béziers l'emporte, marquant les débuts du « Grand Béziers ». Estève remporte quant à lui son premier bouclier de Brennus et le premier titre de sa carrière,.
L'année suivante, en 1972, dans une saison sans défaite, les Biterrois sont de retour en finale du championnat et font cette fois face à Brive. Estève et Béziers s'imposent 9 à 0 et sont champions de France pour la seconde année consécutive,. Cette même année l'AS Béziers remporte le Challenge Yves du Manoir pour la deuxième fois de son histoire en battant l'AS Montferrand 37 à 6 avec un essai d'Estève à la quatrième minute de jeu,.
Durant la saison 1972-1973, Béziers est éliminé en demi-finale du championnat par l'US Dax et perd la finale du Challenge Yves du Manoir face à Narbonne, puis retrouve la finale un an plus tard en 1974 et affronte de nouveau le RC Narbonne. Face à son ancien club au Parc des Princes, Alain Estève est titulaire en troisième ligne avec Olivier Saïsset et Yvan Buonomo. Dans un match serré, les Narbonnais prennent l'avantage grâce à un essai de François Sangalli. Ce dernier finit sonné dans l'en-but après sa réalisation à la suite d'un coup de poing d'Estève tentant de l'arrêter. Puis, en fin de rencontre, les Héraultais repassent devant grâce à un drop d'Henri Cabrol qui offre la victoire et le titre aux siens, privant Walter Spanghero d'un titre de champion de France qu'il n'obtiendra jamais,.
En 1978, il s'embrouille violemment avec son entraîneur Raoul Barrière et ce dernier demande une suspension de quinze jours à l'encontre d'Estève. Cependant, cette demande est refusée par les dirigeants biterrois qui organisent un vote parmi les joueurs, ces derniers décident de soutenir leur coéquipier plutôt que leur entraîneur. À la suite de cet événement Barrière quitte le club.

### Carrière internationale
Alain Estève est sélectionné à 20 reprises en équipe de France de 1971 à 1975 et reste rapide et adroit malgré une taille plus qu'imposante pour l'époque : 2,02 m pour un poids entre 115 et 124 kg. Il est le premier international français à dépasser les deux mètres.
Il connaît sa première cape avec le XV de France le 12 juin 1971 lors d'un match amical face à l'Afrique du Sud. Il est titularisé en deuxième ligne aux côtés de Claude Spanghero, mais les Français sont battus 22-9.
L'année suivante, il est dans un premier temps sélectionné avec les Bleus pour le Tournoi des Cinq Nations 1972, durant lequel il joue trois matchs. Il prend ensuite part à la tournée en Australie, puis joue deux rencontres en fin d'année.
En 1973, il joue trois matchs du Tournoi des Cinq Nations, remporté à égalité avec les autres participants. En effet, toutes les équipes terminent la compétition avec quatre points; il s'agit d'un événement unique dans l'histoire du tournoi. Il fait également partie de l'équipe de France qui bat la Nouvelle-Zélande cette même année. Les All Blacks viennent conclure leur tournée de trois mois et demi, durant laquelle ils sont invaincus après avoir battu l'Australie, le pays de Galles, l'Écosse notamment. Les Français arrivent avec une équipe affaiblie sans véritable sauteur en touche, Benoît Dauga, Alain Plantefol et Claude Spanghero étant absents. Alain Estève ayant pour rare point faible la touche doit alors prendre ce rôle et faire face à un spécialiste dans le domaine : Peter Whiting. Finalement, il tient très bien son rôle de sauteur et les Français maîtrisent les Néo-Zélandais, s'imposant 13 à 6 et mettant fin à leur invincibilité,.
Assez mal vu par le président de la Fédération française de rugby, Albert Ferrasse, il est de fait peu sélectionné en équipe nationale.

### Après carrière
En 2004, il est condamné par la justice française pour proxénétisme aggravé : il exploitait dans ses établissements de nuit les services de jeunes femmes d'Europe de l'Est qu'il avait fait venir de Roumanie, Bulgarie et ex-Yougoslavie.
Atteint en 2020 d'un double cancer, il meurt le 7 novembre 2023 à l'hôpital de Béziers d'une infection pulmonaire,,.

## Hommages
Il existe un complexe sportif Alain-Estève, 85 chemin vert du Blénois, à Meung-sur-Loire.
Alain Estève est classé, selon un article du quotidien britannique The Times publié en 2006, deuxième des dix joueurs français de rugby « les plus effrayants »,.
C'est un ami de Bobby Windsor, talonneur de l'équipe du pays de Galles, qui l'a surnommé « La Bête de Béziers ». Il disait à sa femme « Regarde mon visage, mon amour, parce qu’il ne ressemblera pas à ça quand je reviendrai ! »,. Venant souvent à son contact proche lors des mêlées, Windsor l'entendait murmurer « Bob-bee, Bob-bee » et son gros poing partait alors en direction de sa mâchoire. Répliquant du tac-au-tac, il le plaquait du mieux qu'il le pouvait, parfois dans la boue, et Estève se relevait ensuite en lui adressant simplement un clin d'œil.
Selon Richard Astre, Alain Estève était le meilleur avant du monde des années 1970.

## Statistiques en équipe nationale
Alain Estève compte vingt capes en équipe de France et n'a pas marqué de points. Il a pris part à quatre éditions du Tournoi des Cinq Nations en 1972, 1973, 1974 et 1975.
| Année | Compétition  | Matchs | Points | Essais |
| ----- | ------------ | ------ | ------ | ------ |
| 1971  | Test matchs  | 1      | -      | -      |
| 1972  | Cinq Nations | 3      | -      | -      |
| 1972  | Test matchs  | 3      | -      | -      |
| 1973  | Cinq Nations | 3      | -      | -      |
| 1973  | Test matchs  | 1      | -      | -      |
| 1974  | Cinq Nations | 4      | -      | -      |
| 1974  | Test matchs  | 3      | -      | -      |
| 1975  | Cinq Nations | 2      | -      | -      |
| Total | Total        | 20     | 0      | 0      |

## Palmarès

### En club
- AS Béziers
  - Vainqueur du Championnat de France en 1971, 1972, 1974, 1975, 1977, 1978, 1980 et 1981
  - Finaliste du Championnat de France en 1976
  - Vainqueur du Challenge Yves du Manoir en 1972, 1975 et 1977
  - Finaliste du Challenge Yves du Manoir en 1973, 1978, 1980 et 1981
  - Vainqueur du Bouclier d'automne en 1970, 1971, 1974, 1976, 1977 et 1980
  - Finaliste du Bouclier d'automne en 1972, 1975 et 1981

### En sélection nationale
- France
  - Vainqueur du Tournoi des Cinq Nations en 1973